# Lucas Emanuel Gómez
Lucas Emanuel Gómez Benites (Mendoza, 6 ottobre 1987) è un calciatore argentino, attaccante del Jicaral Sercoba.

## Carriera

### Club
Ha giocato nella prima divisione dei campionati costaricano, venezuelano, azero, boliviano e guatemalteco.